# 小行星4566
小行星4566（4566 Chaokuangpiu）是一颗绕太阳运转的小行星，为主小行星带小行星。该小行星于1981年11月27日，由中国科学院紫金山天文台发现。

## 轨道参数
小行星4566的轨道半长轴为2.8325523 UA，离心率为0.215。